# 410928 Maidbronn
410928 Maidbronn este o planetă minoră (asteroid) din centura de asteroizi. A fost descoperită pe 28 septembrie 2009 la  de Bernhard Häusler⁠(d). 
Obiectul prezintă o orbită caracterizată de o semiaxă mare de 2,9118833049215 UAi, o excentricitate de 0,2, o înclinație de 7,9 ° în raport cu ecliptica.